# Pałac królewski we Wrocławiu
Pałac Królewski we Wrocławiu, także pałac Spätgenów lub zamek królów pruskich – zespół pałacowy stanowiący od XVIII do XX wieku wrocławską rezydencję pruskich królów z dynastii Hohenzollernów, obecnie siedziba Muzeum Miejskiego Wrocławia (w tym Muzeum Sztuki Medalierskiej).

## Historia pierwszego budynku

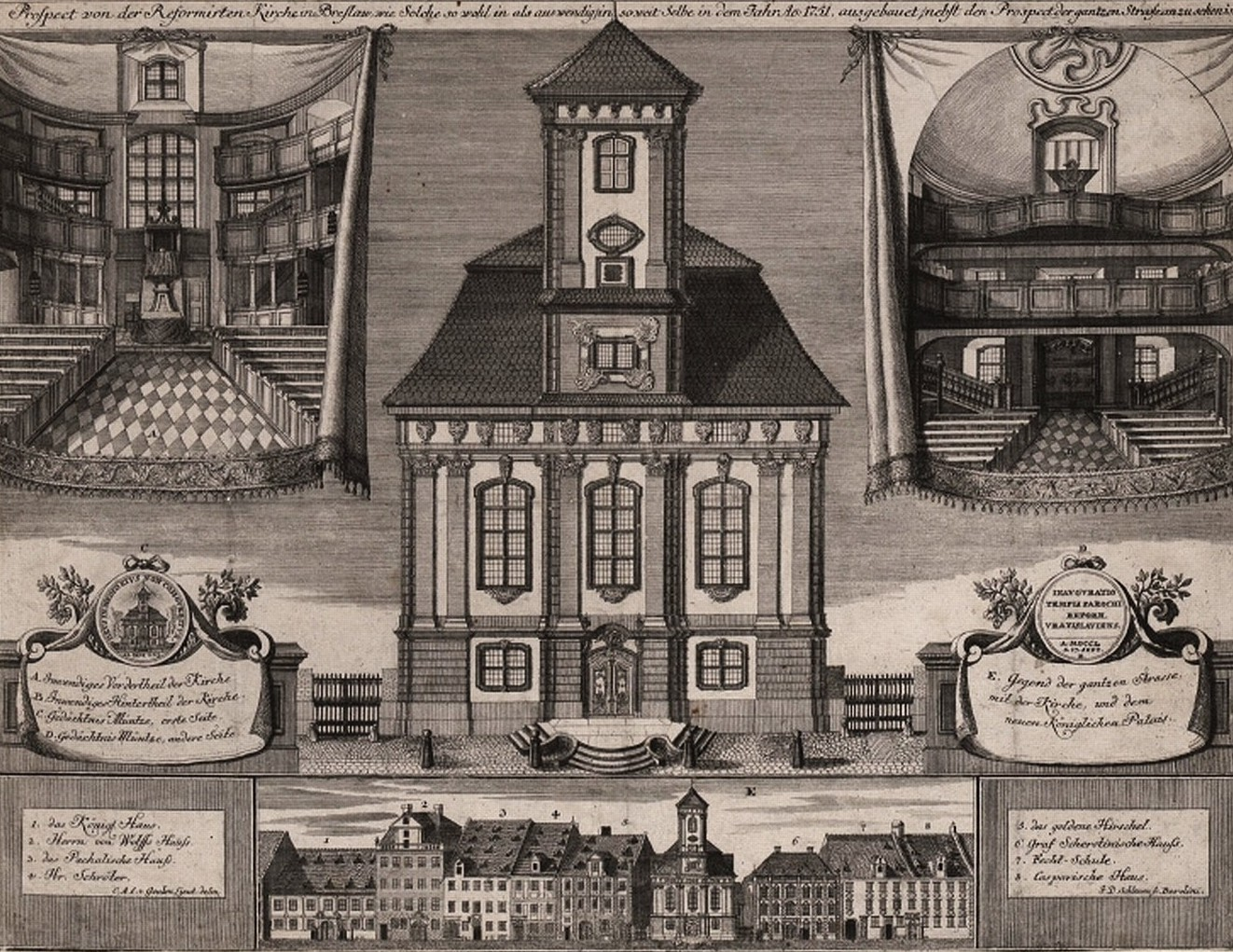
Dolna rycina przedstawia fragment kamienic frontowych wraz z kościołem Opatrzności Bożej przy ul. Kazimierza Wielkiego. Pierwszy, po lewej to budynek stojący przed budynkiem pałacowym, pełniący rolę kordegardy

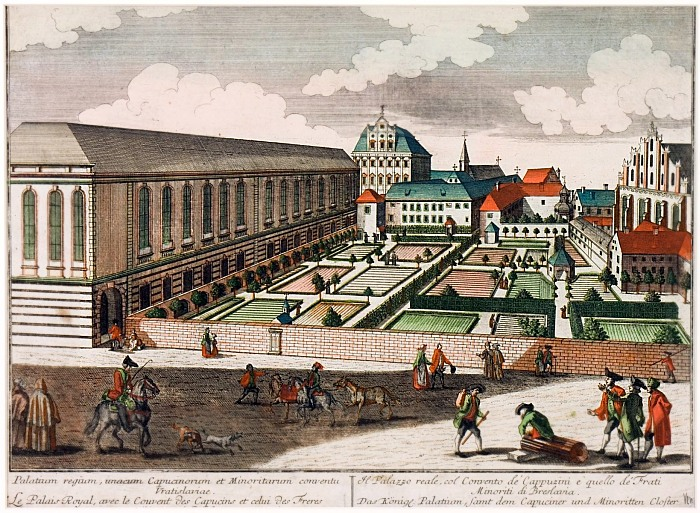
Plac zamkowy na rycinie Friedricha Wernera. W głębi, po lewej stronie, widoczna jest tylna elewacja budynku pałacowego z dwukondygnacyjnym szczytem.

Pierwszy budynek pałacowy został wzniesiony ok. 1710 roku. Inicjatorem budowy był baron Hans Ernt von Pein und Wechmar, który zmarł w 1705 w Wiedniu, a prace kontynuował jego spadkobierca Johannes Ernst von Pein und Wechmat. 6 listopada 1717 roku pałac został odkupiony od Ludopha Josepha von Peina (syna Ernsta) przez barona Heinricha Gottfrieda von Spätgen za kwotę 1333 i 1/3 pruskich talarów.    
Autorem projektu pałacu był Lucas von Hildebrandt, twórca m.in. wiedeńskiego belwederu, a we Wrocławiu nieistniejącego już pałacu wzniesionego w 1711 przy ul. Wita Stwosza 26 dla Gottfrieda Christiana von Schreyvogla. 
Budynek pałacowy został wzniesiony w głębi działki, a przed nim, w pierzei ulicznej, wzniesiono piętrowy dom pełniący rolę prawdopodobnie kordegardy. Jego wizerunek zachował się na rycinie Johanna Davida Schleuena. Był to dwukondygnacyjny budynek o siedmioosiowej fasadzie, z dwukondygnacyjnym dwuspadowym dachem o układzie kalenicowym, wybudowany na konstrukcji fachwerkowej pokrytej tynkiem. Artykulację fasady akcentował gzyms międzykondygnacyjny i koronujący wraz z lizenami rozdzielającymi osie okienne. W osiej środkowej znajdował się boniowany portal, nad którym znajdował się rozerwany odcinkowy tympanon. W połaci dachowej znajdowały się lukarnowe okna.     
Budynek pałacowy, trzykondygnacyjny, posiadał z obu stron (północnej i południowej) podobne do siebie, siedmioosiowe elewacje artykułowane pilastrami wielkiego porządku o wysokości dwóch kondygnacji, ustawionymi na boniowanym parterze. Po stronie południowej trzy środkowe osie były nieco wysunięte, tworząc niewielki ryzalit zwieńczony dwukondygnacyjnym szczytem. Dolna kondygnacja posiadała trzy osie z prostokątnymi oknami, nad którymi umieszczono eliptyczne okulusy. Druga kondygnacja była już jednoosiowa i miała formę aediculi z trójkątnym tympanonem otoczonym wolutowymi spływami. Podobna szczyt znajdował się na elewacji północnej. Szczyt elewacji z tego okresu znany jest z rycin Friedricha Wernera i istniał do końca XVIII lub początku XIX wieku. Elementami obu elewacji różniącymi się od siebie były balkonowe portale. W portalu północnym (od strony ul. Kazimierza) płyta balkonowa wspierała się na skręconych na zewnątrz kompozytowych kolumnach, a jej kamienna balustrada miała kształt plecionki. Południowy balkon był podtrzymywany przez przekątnie ustawione filary, a balustrada balkonu była zbudowana z profilowanych tralek. W obu portalach przyłucza były pokryte zwojami akantowymi; podobny ornament pokrywał trzony filarów w portalu południowym.
Po roku 1717 pałac otrzymał nową dekoracje wnętrz (zachowane we wnękach okiennych elewacji południowej), ukończono balkonowe portale. Wykonawcą wykończenia portali był Philipp Winckler lub Johann Baptista Limberg.  

### Pałac królewski
W 1750 budynek został wykupiony przez króla Prus Fryderyka II Wielkiego; od tego czasu nosił miano pałacu królewskiego, zwanego czasem też fryderycjańskim. Po wykupieniu pałacu przez króla Prus otoczono dziedziniec honorowy niskimi oficynami, od strony ogrodu natomiast dobudowano w latach 1796–1797 według projektu Carla Gottharda Langhansa długie i wąskie skrzydło południowo-zachodnie, sięgające aż do fortyfikacji na obecnym pl. Wolności. Na końcu skrzydła, nad przejazdem bramnym poprzecznej do niego ulicy, znajdowały się sypialnia i gabinet królewski, dzięki czemu król mógł obserwować manewry wojsk, ewentualnie dowodzić obroną miasta lub łatwo się ewakuować. 
Po wyburzeniu fortyfikacji nastąpiła dalsza rozbudowa pałacu: około 1845 Friedrich August Stüler zbudował w stylu włoskiego neorenesansu skrzydło południowe, rozciągające się równolegle do Fosy i przylegające poprzecznie do południowo-zachodniego, zakończone obustronnie otwartymi arkadowymi pawilonami, z czasem przeszklonymi. Ponadto do zachodniego pawilonu przybudowano pawilon kuchni. W latach 1858–1868 Stüler przebudował dziedziniec honorowy – po zburzeniu sąsiednich kamienic powstały obszerne klasycystyczne skrzydła północno-wschodnie i północno-zachodnie, tworzące ze skrzydłem centralnym spójną całość.
Pałac stał się głównym elementem nowo utworzonego placu Ćwiczeń, zwanego też Zamkowym (obecny plac Wolności), którego ramy tworzyły ponadto monumentalne gmachy Teatru Miejskiego, komendantury, sądu oraz Zgromadzenia Stanów Prowincji Śląskiej. Plac stanowił miejsce defilad i symbol potęgi Prus. Po I wojnie światowej i ogłoszeniu w Niemczech republiki przekształcono pałac w muzeum. W tym czasie istniały liczne plany przekształcenia architektury pałacu i placu, m.in. proponowano przebicie przejazdu bramnego pod skrzydłem centralnym w celu usprawnienia komunikacji.

## Po 1945

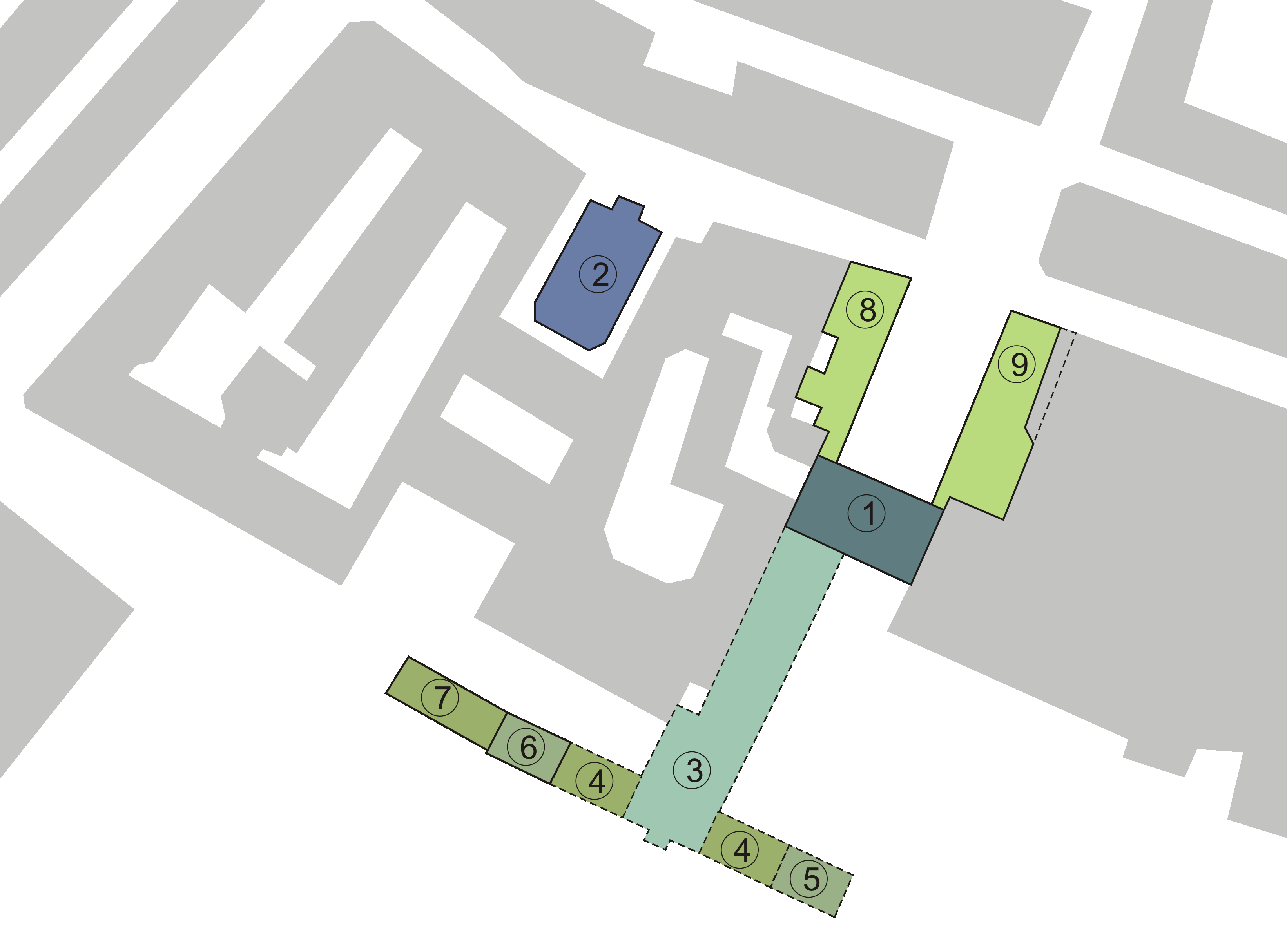
Schemat zespołu pałacowego:
1. Skrzydło centralne (barokowe, zachowane)
2. Kościół dworski (zachowany)
3. Skrzydło południowo-zachodnie (zburzone)
4. Skrzydło południowe (zburzone)
5. Pawilon wschodni (zburzony)
6. Pawilon zachodni (zachowany)
7. Budynek kuchni (zachowany)
8. Skrzydło północno-zachodnie (zachowane)
9. Skrzydło północno-wschodnie (rozbudowane po wojnie)

Podczas II wojny światowej południowe i południowo-zachodnie skrzydło spłonęły i zostały wyburzone w latach 60. XX wieku, pozostał jedynie budynek kuchni i zachodni pawilon arkadowy (używany następnie przez towarzystwo kulturalne wrocławskich Greków, potem tymczasowa siedziba muzeum etnograficznego).
Pozostałe budynki pałacu odbudowano ze zniszczeń wojennych w czasie obchodów Tysiąclecia Państwa Polskiego ze składek na Społeczny Fundusz Odbudowy Stolicy i Kraju. Skrzydło północno-wschodnie przedłużono o jedną oś okienną i stworzono nową elewację od strony nowego przejazdu. W ostatnich latach w głównym budynku pałacu królewskiego (adres: Kazimierza Wielkiego 35) mieściły się wrocławskie muzea etnograficzne i archeologiczne. 19 kwietnia 2009 po kilkuletnim remoncie w pałacu otwarte zostało Muzeum Miejskie z barokowym ogrodem. Część budynku zajmują drobiazgowo odrestaurowane komnaty królewskie. Dwa skrzydła gmachu zajmuje wystawa „1000 lat Wrocławia”. Na wystawie prezentowanych jest prawie trzy tysiące eksponatów, wiele z nich pochodzi ze zbiorów polskich i niemieckich kolekcjonerów oraz Biblioteki Uniwersyteckiej we Wrocławiu, skarbca katedry św. Jana i Muzeum Archidiecezjalnego we Wrocławiu.

## Zobacz także
- Barokowy ogród przy Pałacu Królewskim we Wrocławiu